# Kinderkoor Jacob Hamel

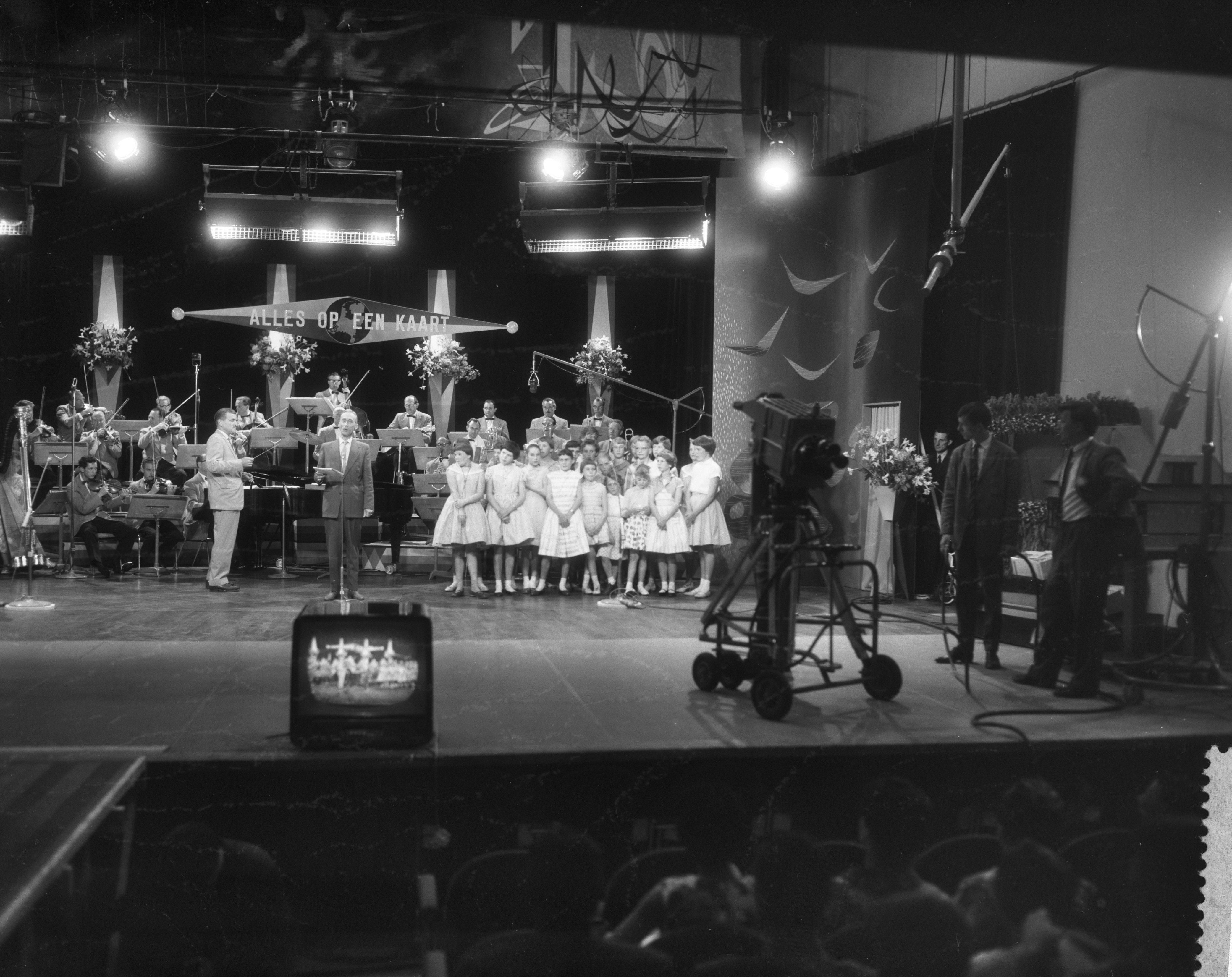
Kinderkoor Jacob Hamel tijdens de slotuitzending van de radio- en televisie-actie "Alles op een kaart", ten behoeve van de jeugdzorg (29 mei 1959).

Het Kinderkoor Jacob Hamel (voorheen AVRO's kinderkoor) was een Nederlands kinderkoor van radio-omroep AVRO.
Het koor werd opgericht in 1929 en bleef tot in de jaren 1980 lp's met kinderliedjes uitbrengen. Het stond achtereenvolgens onder leiding van Jacob Hamel (van 1929 tot 1940) en Herman Broekhuizen (vanaf 1946).

## Geschiedenis
Vanaf de oprichting in 1929 stond AVRO's kinderkoor onder leiding van Jacob Hamel (1883-1943). Elke dinsdag rond 17.00 uur was er een uitzending van het kinderkoor op de radio. Er verschenen boekjes en lp's met liedjes die door het koor werden gezongen. In mei 1940, meteen na de Duitse bezetting, werd de joodse Jacob Hamel ontslagen. Tijdens de Tweede Wereldoorlog werd Hamel omgebracht in Sobibór. 
Na de oorlog werd het kinderkoor in 1946 voortgezet en vernoemd naar Hamel. Dirigent was vanaf dat jaar Herman Broekhuizen. Tot in de jaren tachtig verschenen er vele singles en lp's met kinderliedjes onder zijn leiding. De platen bevatten traditionele kinderliedjes, maar ook kinderliedjes van de hand van Herman Broekhuizen. Verschillende daarvan zijn zo bekend geworden, dat ze vaak ten onrechte als traditionele kinderliedjes worden beschouwd (een overzicht met liedjes van zijn hand is te vinden onder Herman Broekhuizen).

## Aantal voorbeelden van singles en lp's
- Kleuterdeuntjes (deel 1 t/m 3)

Kleuterklas Jacob Hamel o.l.v. Herman Broekhuizen
Met onder andere: Elsje Fiederelsje, Opa Bakkebaard, Helikopter, Bartje, Inde Haven, Tingelingeling, De slak, Lammetjes, Chauffeurtje, Een koetje, Vogels voeren, Poesje mauw, Piet de smeerpoets, Keteltje, De wind, Rommeldebom, Tierelierelier, Timpe Tampe tovenaar, Schoorsteenveger, Eekhoorn, De vlieger, Op een klein stationnetje, Daar zat een aapje op een stokje, Draaitolletje, Nieuwe kleren, Schuitje varen, Zagen zagen, Hoedje van papier, Kaboutertjeslied, Ri Ra Roets, Zwemmen, Moriaantje, Zeg moeder, waar is Jan?, enz.
- Het varkentje Valentijn

Kinderkoor Jacob Hamel o.l.v. Herman Broekhuizen
Met onder andere: Varkentje Valentijn, Brandweermannetje Boudewijn
- Wegwijsjes (deel 1 t/m 2)

Kinderkoor Jacob Hamel o.l.v. Herman Broekhuizen
Met onder andere: Zebraliedje, Marianneke, Hup Agent, Rood of Groen, Ieder z'n eigen weg, Stop voor de stoeprand, Oversteken, Zo gaat dat, Agentje, Op de fiets, De Overweg, Waar speel je?
- Muzikale pepernoten (sinterklaasliedjes) (deel 1 t/m 2)

Kinderkoor Jacob Hamel o.l.v. Herman Broekhuizen
Met onder andere: Zie ginds komt de stoomboot, O kom er eens kijken, Zoetjes gaan de paardevoetjes, Sinterklaas is jarig, Dag Sinterklaasje, Sinterklaasje kom maar binnen, Zoetjes gaan de paardevoetjes, Hoor de wind waait door de bomen
- Zingen bij de kerstboom (deel 1 t/m 2)

Kinderkoor Jacob Hamel o.l.v. Herman Broekhuizen
Met onder andere: Stille nacht | In Bethlehems stal, De herdertjes lagen bij nachte, In 't stalleke van Bethlehem, Herders hij is geboren, Komt allen tezamen, O, denneboom, Geen wiegje als rustplaats, Hoe leit dit kindeke, Er is een kindeke geboren, Klein klein jesuken, Nu syt wellecome
- Zingen in de kring (deel 1 t/m 17)

Kinderkoor Jacob Hamel o.l.v. Herman Broekhuizen
Met onder andere: 't Regent op de brug, Hinkel de pinkel, Zakdoek leggen, De Zevensprong, Roodkapje, Mooi Ietje Fietje, Twee Emmertjes water halen, 'k Moet dwalen, In Holland staat een huis, Witte zwanen, Amsterdamse meisje, De Mosselman, Schipper mag ik overvaren, Jan Huygen in de ton, Daar liep een oude vrouw op straat, In Den Haag, Opa Bakkebaard, Daar loopt een schipperskind, Tussen Keulen en Parijs, Vinger in de hoed, De Poppenkraam, Schip moet zeilen, 'k Zou zo graag, Robinson, Als m'n vader en m'n moeder naar de markt toe gaan, Keer omme, Marionse Marionetten, Zagen zagen, Toen ik laatst naar Den Bosch, Japie sta stil, Een treintje ging uit rijden, Rosa rosa, Zit een klein zigeunermeisje, Advocaatje ging op reis, Annemarie, Marischka, Ik kom van verre landen, Tierelierelier, Joepie joepie, Drie boerenmeidjes, Blauwe vingerhoed, Moeder Wies, De smid, Drie oude ventjes, Al in een groen knollenland, Goedenavond speelman, Bim bam buisje, A B C, Buiten in de biezen, Jan Klaassen en Katrijntje, Toosje Pettikoot, Daar kwam enen boer uit Zwitserland, Hansje Pansje Kevertje, Tingelingeling, In het bos, Naar bed, Alle eendjes, Klein klein kleutertje, Drie kleine kleutertjes, Daar vaart een man, Rijen rijen, Boer wat zeg je, Moriaantje, Toen onze Mop, Schuitje varen, Een twee drie vier, Jan mijne man, Gerrit Jan de groenteman, Slaap kindje slaap, enz.
- Sprookjes van de Efteling - hoorspel en liedjes (reeks lp's)

Hoorspelmedewerkers en Kinderkoor Jacob Hamel o.l.v. Herman Broekhuizen
Onder andere: Sneeuwwitje en de zeven dwergen, Hans en Grietje, De schone slaapster, Roodkapje en de wolf, Tafeltje dek je - Ezeltje strek je, De magische klok, De Rode schoentjes, De Chinese nachtegaal, De put van vrouw Holle, De tuinman en de fakir, Assepoester, Klein Duimpje, Het Bruidskleed van Genoveva, Zwaan kleef aan, De Zes Dienaars, De Wolf en de zeven geitjes, De Gelaarsde Kat, Repelsteeltje, De nieuwe kleren van de keizer, Het ganzenhoedstertje, De Indische Waterlelies, De Prinses op de Erwt, De gouden bal, De Rattenvanger van Hamelen, Het mannetje Timpetee.

## Bekende oud-leden
Presentatrice Linda de Mol was lid van dit kinderkoor.